# Puente de Colloto
El puente de Colloto está situado en el concejo asturiano de Siero, concretamente en el lugar de Colloto, perteneciente a la parroquia de Granda.
Constituye un paso elevado sobre el río Nora y se ubica en la margen derecha de la carretera N-634, a la altura del punto kilométrico 400, próximo al límite entre Siero y Oviedo.
Fue declarado bien de interés cultural, con categoría de monumento, en 2003.

## Historia
Denominado tradicionalmente «Puente Romano de Colloto», es considerado una obra de ingeniería civil cuya exacta cronología es incierta y se encuentra en fase de revisión y estudio, en espera de los resultados de las prospecciones arqueológicas que han sido realizadas en él, paralelamente a su restauración realizada en 1998.
Su probable construcción en época romana estaría avalada por el tesoro de monedas de los siglos IV y V hallado en el arco de descarga del puente durante la guerra civil. La noticia del hallazgo se debe a Don Manuel Aquilino Fernández García, testigo ocular de los hechos y propietario de siete monedas procedentes de ese tesoro.
Por otro lado, los argumentos que hacen dudar de su procedencia en época romana son de carácter técnico. Por un lado el puente es demasiado estrecho para el estándar de los puentes conservados y datados inequívocamente como romanos impidiendo el cruce de dos vehículos a la vez. Por otro lado los puentes romanos siempre estaban construidos con sillares almohadillados y no con aparejo de sillarejo como en este puente DURÁN FUENTES, Manuel: 2005
Se inscribe en el recorrido de la vía romana que una las tierras de Cantabria con Gallaecia y que posiblemente enviara un ramal a Lucus Asturum.
Documentalmente, las primeras referencias escritas sobre el puente son de época medieval; asimismo, desde el siglo XVI, se tiene noticia de las diferentes obras de remozamiento acometidas en el mismo, no documentándose grandes intervenciones.
El puente de Colloto marcaba, históricamente, la divisoria entre los concejos de Oviedo y Siero. Asociado al paso del Nora por este puente, se encuentra el Camino de Santiago por la costa, camino del que el puente de Colloto constituye un hito significativo.
Su trazado corresponde al del «Camino del Puente Romano», habiendo sido suplantado, al norte, por la carretera.
Junto al puente se levantaba un pontón, hoy desaparecido. Asimismo, adosada a su esribo, al lado de la carretera, hubo una casa o capilla. En sus inmediaciones, en la margen derecha del Nora estuvo también emplazado un molino. Para desagüe del mismo se construyó en 1844-455 un puente de dos arcos, aún en pie y visible bajo el camino, aguas abajo del puente.

## Descripción
El puente mide 36,6 m de largo y presenta un ancho de 3,5 m, siendo su altura máxima de 8 m. Cimentado sobre afloramientos calizos y antiguos niveles fluviales, presenta un perfil alomado y está formado por dos arcos de medio punto, aunque uno de ellas aguas abajo parece adoptar una forma apuntada, sobre cuya interpretación no hay acuerdo entre los investigadores.
Tres mechinales se abren a ambos lados del intradós de los dos arcos del puente. Sobre la pila del puente se sitúa un arco de descarga y desagüe de medio punto, muy peraltado. A la pila se adosan dos tajamares triangulares, siendo más pequeño el espolón situado aguas abajo. Tiene, asimismo, un contrafuerte en el lado izquierdo.
Las bases de los estribos, las bóvedas, los arcos, los tajamares y el contrafuerte del puente están realizadas con sillares de piedra arenisca, muy bien escuadrados y de tamaños regulares. Sus paramentos están construidos con sillarejo y mampuestos, que evidencian diferentes intervenciones. Los pretiles del puente, del que tan sólo restaba el de aguas arriba, han sido reconstruidos. Es igualmente nuevo el pavimento de la calzada del puente (canto rodado del tipo opus signinum romano). El pavimento hasta ahora conocido del puente no era el original; bajo el mismo ha aparecido un relleno del tipo opus caementicium, probablemente original.